# Chansons madécasses (Parny)
Les Chansons madécasses forment un recueil de poèmes en prose, publié en 1787 par le poète académicien français Évariste de Parny (1753 - 1814).

## Historique
Parny (né en 1753 à Saint-Paul de l'île Bourbon, actuelle île de La Réunion) publia à Paris en 1787 un recueil de poèmes en prose intitulé Chansons madécasses traduites en français, suivies de poésies fugitives. Les textes seraient traduits de documents malgaches antérieurs au XVIIIe siècle. Parny écrivit ces poèmes alors qu'il séjournait dans les Indes françaises. Il ne vit jamais Madagascar. Par delà son intérêt documentaire pour l'époque, le recueil traduit, avec beaucoup d'avance, les sentiments anti-colonialistes de Parny.
« L'île de Madagascar est partagée en un nombre infini de menus territoires, lesquels appartiennent à autant de princes. Ces princes sont en perpétuelles rivalités, le but de ces guerres étant de faire des prisonniers qui seront ensuite vendus aux Européens. Si bien que, si nous n'étions là, ces peuples seraient heureux et pacifiques. Ils sont habiles, intelligents, aimables et hospitaliers. Ceux qui vivent au long des côtes se montrent légitimement méfiants envers les étrangers et, dans leurs contrats, prennent toutes les précautions que leur dicte la prudence voire la rouerie. Les Malgaches sont d'un naturel heureux. Les hommes y sont oisifs tandis que les femmes travaillent. Ils sont passionnés de musiques et de danses. J'ai recueilli et traduit certains de ces chants qui donneront ainsi une idée de leurs coutumes et de leur vie. Ils ne connaissent pas le vers et leur poésie s'offre comme une prose très élaborée. Leur musique est simple, aimable et toujours mélancolique »
(Evariste de Parny, préface aux Chansons madécasses, 1787)

## Musique
Le compositeur Maurice Ravel a pris trois poèmes du recueil pour le livret de sa composition éponyme Chansons madécasses : Nahandove, Aoua, Il est doux. Une pièce qui fit scandale à sa sortie en 1926 en raison d'un choix volontairement anticolonialiste,. 

## Publications
Le recueil a été réédité de nombreuses fois.
- 1787 : Chansons madécasses suivies de Poésies fugitives. Hardouin et Gattey
- 1788 : Chansons madécasses in Œuvres complètes du chevalier de Parny, vol.2.  Hardouin et Gattey
- 1808 : Œuvres d’Évariste de Parny, vol.2 : Les déguisemens de Vénus, Chansons madécasses, Mélanges. Éditions Debray
- 1830 : Œuvres choisies de Parny, tome 2. Bureau des éditeurs, Paris
- 1920 : Chansons madécasses. Illustré par Jean Émile Laboureur. Éditions de la Nouvelle Revue française
- 1937 : Chansons madécasses. Illustré par Jacques Dupont. Guy Lévis Mano[6]
- 1948 : Chansons madécasses. Illustré par Bertram Weihs. A. A. M. Stols
- 1960 : Poésies érotiques - Chansons madécasses. Préface de Léon de Forges de Parny et illustré par L.A. Cabane. Éditions Roissard
- 1998 : Chansons madécasses in Océan indien : Madagascar, la Réunion, Maurice. Éditions Presses de la Cité[2]
- 2001 : Chansons madécasses. Illustré par Cyrille Bartolini. Éditions Fata Morgana
- 2002 :  Hira malagasy : Chansons madécasses. Traduit en malgache par Serge-Henri Rodin. Éditions Grand océan
- 2005 : Chansons madécasses : Douz shanté Madégaskar. Traduit en créole réunionnais par Axel Gauvin et Robert Gauvin. Éditions UDIR
- 2009 : Chansons madécasses. Couverture illustrée par Éric Warnauts et Raives. Éditions Opoto
- 2010 : Œuvres complètes. 3, Isnel et Asléga, Jamsel, Le voyage de Céline, Elégies, La Journée champêtre, Le Promontoire de Leucade, Les Fleurs, Les Tableaux, Chansons madécasses. Présenté par Gwenaelle Boucher. Éditions L'Harmattan
- 2017 : Chansons madécasses in Je vous écris d'un pays lointain. Éditions Fario
- 2019 : Chansons madécasses. Préface de Prosper Ève. Surya éditions.

## Édition sonore
- Évariste de Parny : Chansons madécasses. Dit par Arlette Nourry. CD Poèt Larénion n°12 . Éditions K'A, 2005[7]